# Estats Khasis
Els estats Khasi eren una sèrie d'estats protegits per la Gran Bretanya a Assam (avui Meghalaya) integrats dins el districte de Khasi i Jaintia Hills, però administrats per una agència política (Agència Khasi) separada de l'administració del districte. Els estats tenien una superfície 10.353 km² segons una mesura i 11.629 km² segons una altra. Eren d'estructura democràtica, amb caps electes (encara que l'elecció estava controlada per un nombre limitat de caps de clan i els electes solien sortir sempre de la mateixa família) que exercien un control molt suau sobre els seus súbdits, i amb poques capacitades decisòries. Els governants portaven diferents títols (siems, wahadadars, sardars i langdohs). Els estats eren:

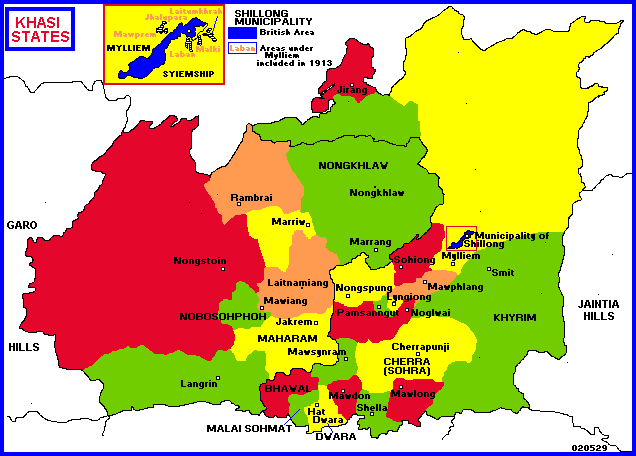
Estats Khasi

- Governats per siems:
  - 1) Bhawal o War-bah
  - 2) Cherra
  - 3) Khyrim
  - 4) Lang-kin
  - 5) Malai-soh-mat
  - 6) Maharam
  - 7) Mariao
  - 8) Mao-iong
  - 9) Mao-syn-ram
  - 10) Mylliem
  - 11) Nong-soh-phoh
  - 12) Nong-khlao
  - 13) Nongs-pung
  - 14) Nong-stoin
  - 15) Ram-brai
- Governats per wahadadars:
  - 1) Confederació de Shella
- Governats per sardars:
  - 1) Dwara Nong-tyr-men
  - 2) Ji-rang
  - 3) Maolong
  - 4) Mao-don
  - 5) Nong-long
- Governats per langdohs:
  - 1) Lan-iong
  - 2) Mao-phlang
  - 3) Nong-lywai
  - 4) Soh-iong